# Dacus fuscinervis
Dacus fuscinervis är en tvåvingeart som först beskrevs av Malloch 1932.  Dacus fuscinervis ingår i släktet Dacus och familjen borrflugor. Inga underarter finns listade i Catalogue of Life.